# 量子科学技术研究开发机构
国立研究开发法人量子科学技术研究开发机构（日语：／，简称：量研機構、QST）是日本的研究所，研究领域包括影像诊断学，以及量子光（电离辐射、高强度激光、同步辐射）和核聚变。
国立研究开发法人放射线医学综合研究所，是分拆國立研究開發法人日本原子能研究开发机构量子光部门（部分）和核融合研究部门整合成立。

## 研究据点
- 放射线医学综合研究开发部门
  - 放射线医学综合研究所（總部）
进行放射医学相关的研究。
  - QST醫院
  - 高度曝射醫療中心
- 量子光科学研究部門
  - 高崎量子应用研究所
放射性同位素实验的研究所。同时也进行在医疗和生物实验等所使用的放射性同位素的制造等。
  - 关西光科学研究所
京都府木津地区（木津川市关西文化学術研究都市内）和兵庫县播磨地区（播磨科学公園都市内）两处。进行量子光束利用研究、光源开发研究、中子生命科学研究、高度计算科学技术研究、辐射光科学研究等工作。
- 核融合能源研究开发部门
  - 次世代放射光設施整備開發中心
- 核融合能量部門
  - 那珂核融合研究所
日本国内托卡马克型核聚变实验研究所。正在建设JT-60SA。
  - 六所核融合研究所 
原ITER候补地、进行IFMIF的設計活動。

## 主要设施
- TIARA：离子照射研究所
- SPring-8：大型辐射光设施。两个拥有专用电子束线。
- HIMAC ：重粒子射线治疗装置
- JT-60SA ：托卡马克型核聚变实验炉

## 关联項目
- 幅広いアプローチ（日语：幅広いアプローチ）